# 第128次IOC総会
第128次IOC総会（だい128じIOCそうかい）は、2015年にマレーシアのクアラルンプールのクアラルンプール・コンベンションセンターで開かれた国際オリンピック委員会総会である。
この総会では、2022年冬季オリンピックと2020年冬季ユースオリンピックの開催地を決める投票やIOCの副会長・理事などの選出選挙が行われた。

## 総会開催地決定まで
- -クアラルンプール

クアラルンプールは、2013年の第125次IOC総会の開催地に立候補していたが、同じく立候補していたブエノスアイレスに敗れた。
- -リマ

リマは当初立候補していたものの、IOCの評価報告書で不備を指摘されたために辞退勧告を受け、立候補を取り止めた。
2012年3月のIOC理事会において、クアラルンプールが開催地に選ばれた。

## 2022年冬季五輪開催地決定投票
この総会では、2022年冬季オリンピックの開催地を決定する投票が行われた。2013年に立候補手続きが開始され、2014年に正式立候補都市に選出された都市の中から開催地が選ばれた。結果は北京であった。

## その他の決定事項
IOC総会ではこのほか、南スーダンのNOCをIOCに加盟、IOCコードはSSDとする提案を可決された。